# Gun dog

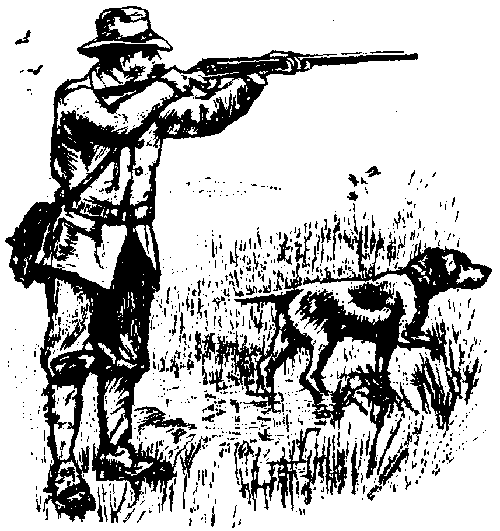
Caçador armado e seu cão gun dog do tipo pointer.

Gun dog (em inglês:  gun, "arma"; dog, "cão") é um termo usado para nominar uma categoria de cães de caça desenvolvidos para ajudar caçadores armados na busca e obtenção de aves. A categoria gun dog é subdividida em alguns tipos de cães, entre os quais pode-se citar: cobradores de caça (retriever), levantadores de caça (spaniel), cães de parar (setter) e cães de aponte (pointer).

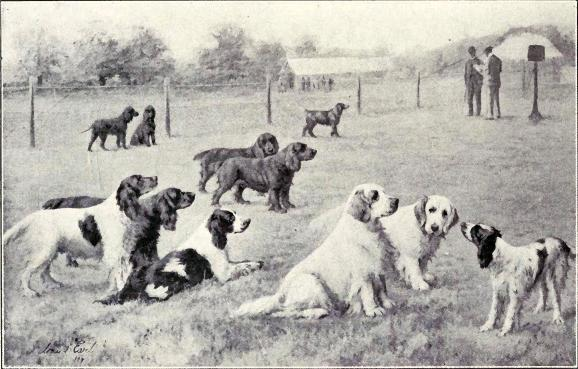
Um grupo de cães gun dog, impresso em Cães de Todas as Nações por W. E. Mason, 1915.

## Tipos degun dogs
| Tipo        | Exemplo | Exemplo               |
| ----------- | ------- | --------------------- |
| Pointer     |         | Pointer Inglês        |
| Retriever   |         | Golden Retriever      |
| Setter      |         | Setter Inglês         |
| Spaniel     |         | Cocker Spaniel Inglês |
| Cães d'água |         | Poodle                |

#### Pointers e setters

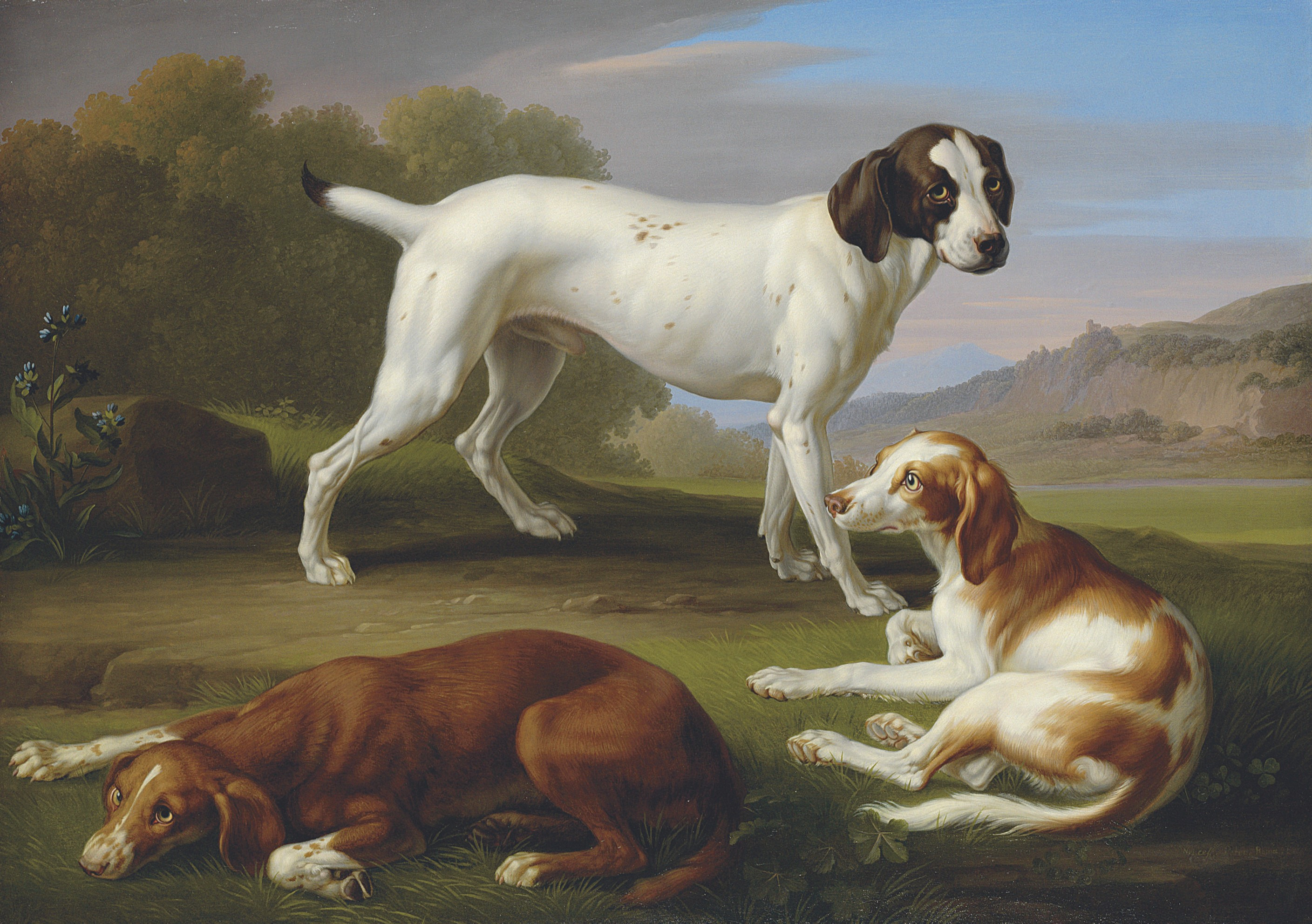
Pintura de um Pointer e dois Setter por Johann Wenzel Peter, 1829

Cães pointer (cães de aponte) e setter farejam o ar enquanto avançam com cautela. Quando uma presa é detectada, em ambos os tipos o cão paralisa, apontando, no caso dos pointers, ou agachando ("set") no caso dos setter. O cão permanece imóvel e o que acontece em seguida depende do seu treinador. Alguns treinadores preferem que o cão permaneça imóvel enquanto o caçador dá passos em frente e afugenta a ave, forçando-a a alçar voo, podendo assim ser acertada por tiros. Outros treinadores direcionam o cão para afugentar as aves sob comando.
Se uma ave é abatida, muitos cães são treinados a procurar e recuperar-la sob comando verbal.

#### Levantadores de caça

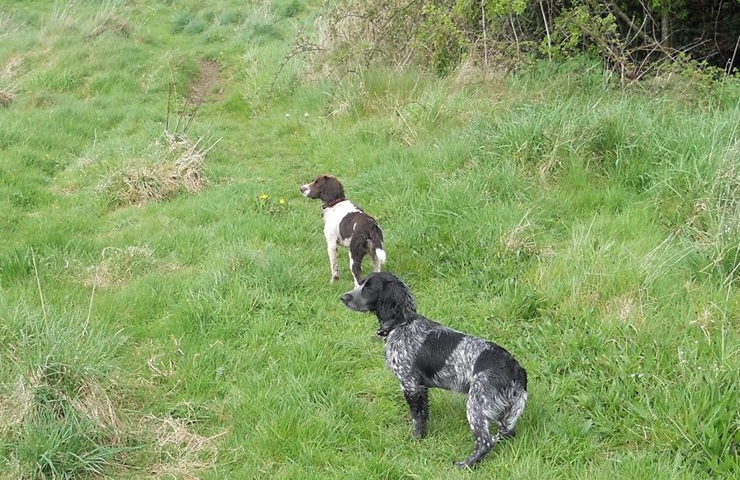
Um Springer spaniel inglês (cor fígado e branco) e Cocker spaniel inglês (azul ruão)

Quando a caça é de aves não-aquáticas os cães levantadores de caça (spaniels e retrievers) trabalham muito mais de perto com o caçador. São utilizados na caça de aves como o faisão por exemplo. Este cães deixam pouco tempo para a ave escapar do chão. Cães pointer podem ser utilizados, mas devem ser treinados para esta função.
Uma vez que a ave voa, o cão senta para assistir o vôo e mirar onde caiu para então buscá-la. A constância é a marca registrada do spaniel treinado.
Quando um pássaro é atingido, o cão deve marcar o local onde ele caiu e esperar até que lhe seja dado o comando para recuperar. Uma vez ordenado, o cão corre até o ponto onde caiu, pega a ave, e a devolve para o caçador.

#### Retrievers

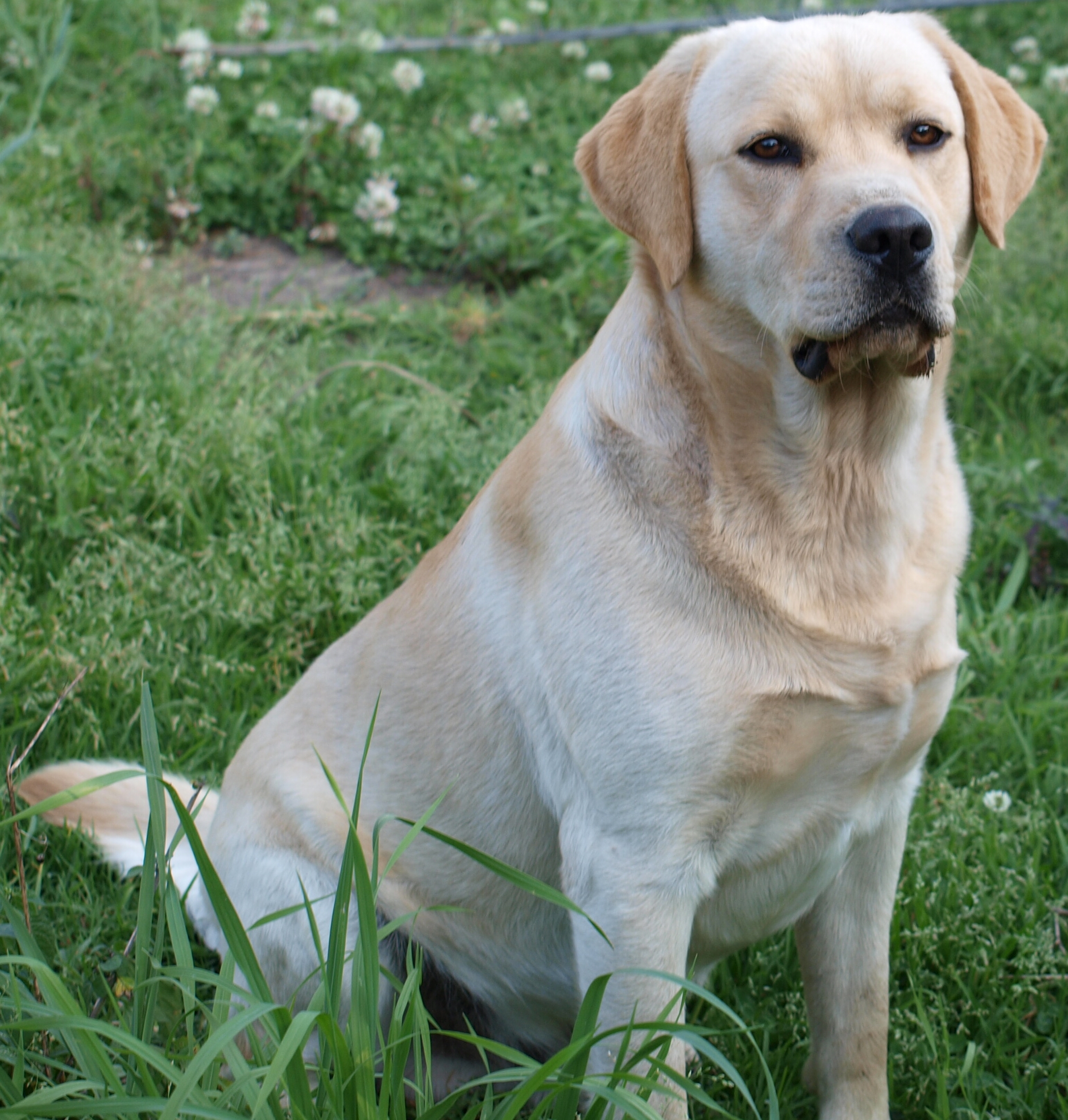
Um Labrador retriever adulto

Retrievers e cães d'água são normalmente utilizados para caça de aves aquáticas, embora também possam ser empregados na caça aves não-aquáticas. Dado que a maioria das caças de aves aquáticas emprega o uso de pequenas embarcações em condições de inverno, o retriever deve permanecer sentado calmamente e em silêncio até ser enviado para recuperar a presa abatida e entregar ao caçador sem danos. 